# 李用和
李用和（988年—1050年），字审礼，北宋杭州（今浙江省杭州）人。
宋真宗李宸妃弟。原籍杭州，迁居开封，少年时穷困，居京师凿纸钱为业。李宸妃生下皇子赵祯之后，真宗章献皇后刘氏冒为己子，为了安慰李妃，在民间找到李用和，奏补三班奉职。李用和从此入仕为官，历任右侍禁、合门祗候、权提点在京仓草场、考城县兵马都监、崇仪使、贺州刺史、宁州刺史等职。按旧制，刺史以上所赐公使钱可以私有，他全部充当军费，为人称道。擢升为殿前都虞候、鄜州路马步军副都总管、鄜州观察使，未行拜永清军节度观察留后。康定元年（1040年），任侍卫亲军步军马军副都指挥使，拜建武军节度使、殿前副都指挥使，以老乞罢军职，拜宣徽北院使，不久改彰信军节度使、同中书门下平章事、景灵宫使。李用和得病时，宋仁宗亲自探望舅舅，进兼侍中。李用和临终时，三子李珣被宋仁宗任命为閤门使。去世后，赠太师、中书令、陇西郡王。谥号恭僖，辍朝五日。
长子李璋。次子李瑋娶福康公主。三子李珣。

## 延伸阅读
[在维基数据编辑]
 《宋史·卷464》，出自脱脱《宋史》